# Saint-Valérien
Saint-Valérien é uma comuna francesa na região administrativa de Borgonha-Franco-Condado, no departamento de Yonne. Estende-se por uma área de 22,21 km². Em 2010 a comuna tinha 1 725 habitantes (densidade: 77,7 hab./km²).